# Bistum Sonsón-Rionegro
Das Bistum Sonsón-Rionegro (lat.: Dioecesis Sonsonensis-Rivi Nigri, span.: Diócesis de Sonsón-Rionegro) ist eine in Kolumbien gelegene römisch-katholische Diözese mit Sitz in Sonsón.

## Geschichte
Das Bistum Sonsón-Rionegro wurde am 18. März 1957 durch Papst Pius XII. aus Gebietsabtretungen des Erzbistums Medellín als Bistum Sonsón errichtet. Es wurde dem Erzbistum Medellín als Suffraganbistum unterstellt. Am 20. April 1968 wurde das Bistum Sonsón in Bistum Sonsón-Rionegro umbenannt.

Wappen des Bistums Sonsón-Rionegro

## Ordinarien

### Bischöfe von Sonsón
- Alberto Uribe Urdaneta, 1957–1960, dann Bischof von Cali
- Alfredo Rubio Diaz, 1961–1968, dann Erzbischof von Nueva Pamplona

### Bischöfe von Sonsón-Rionegro
- Alfonso Uribe Jaramillo, 1968–1993
- Flavio Calle Zapata, 1993–2003, dann Erzbischof Ibagué
- Ricardo Tobón Restrepo, 2003–2010, dann Erzbischof von Medellín
- Fidel León Cadavid Marín, seit 2011